# Scottish Second Division 2004/05
Die Scottish Football League Second Division wurde 2004/05 zum 30. Mal nach Einführung der Premier League als dritthöchste schottische Liga ausgetragen. Zudem war es die dreißigste Austragung als dritthöchste Fußball-Spielklasse der Herren in Schottland unter dem Namen Second Division. In der Saison 2004/05 traten 10 Vereine in insgesamt 36 Spieltagen gegeneinander an. Jedes Team spielte jeweils viermal gegen jedes andere Team. Bei Punktgleichheit zählte die Tordifferenz.
Die Meisterschaft gewann Brechin City, das sich damit gleichzeitig die Teilnahme an der First Division-Saison 2005/06 sicherte. Neben City stieg auch der Zweitplatzierte FC Stranraer auf. Absteigen in die Third Division mussten der FC Arbroath und die Berwick Rangers. Torschützenkönig mit 20 Treffern wurde Paul Shields von Forfar Athletic.

## Statistiken

### Abschlusstabelle
| Pl. | Verein              | Sp. | S  | U  | N  | Tore    | Diff. | Punkte |
| --- | ------------------- | --- | -- | -- | -- | ------- | ----- | ------ |
| 1.  | Brechin City (A)    | 36  | 22 | 6  | 8  | 081:430 | +38   | 72     |
| 2.  | FC Stranraer (N)    | 36  | 18 | 9  | 9  | 048:410 | +7    | 63     |
| 3.  | Greenock Morton     | 36  | 18 | 8  | 10 | 060:370 | +23   | 62     |
| 4.  | Stirling Albion (N) | 36  | 14 | 9  | 13 | 056:550 | +1    | 51     |
| 5.  | Forfar Athletic     | 36  | 13 | 8  | 15 | 051:450 | +6    | 47     |
| 6.  | Alloa Athletic      | 36  | 12 | 10 | 14 | 066:680 | −2    | 46     |
| 7.  | FC Dumbarton        | 36  | 11 | 9  | 16 | 043:530 | −10   | 42     |
| 8.  | Ayr United (A)      | 36  | 11 | 9  | 16 | 039:540 | −15   | 42     |
| 9.  | FC Arbroath         | 36  | 10 | 8  | 18 | 049:730 | −24   | 38     |
| 10. | Berwick Rangers     | 36  | 8  | 10 | 18 | 040:640 | −24   | 34     |

Platzierungskriterien: 1. Punkte – 2. Tordifferenz – 3. geschossene Tore – 4. Direkter Vergleich (Punkte, Tordifferenz, geschossene Tore)
| Saison 2004/05 |

| Zum Saisonende 2003/04 |                                   |
| (A)                    | Absteiger aus der First Division  |
| (N)                    | Aufsteiger aus der Third Division |